# Dương lịch
Dương lịch là loại lịch mà ngày tháng của nó chỉ ra vị trí của Trái Đất trong chuyển động của nó xung quanh Mặt Trời (hay nói tương đương là vị trí biểu kiến của Mặt Trời trên thiên cầu).
Trong ngôn ngữ giao tiếp thông thường của người Việt hiện nay, thuật ngữ dương lịch nói chung chỉ là nói tới lịch Gregory mặc dù trên thực tế có nhiều loại lịch khác có cách thức tính toán ngày tháng như đã nói trên.

## Dương lịch chí tuyến
Nếu như vị trí của Trái Đất (hay Mặt Trời) được tính toán liên quan tới điểm phân (điểm xuân phân hay điểm thu phân) thì ngày tháng chỉ ra mùa (và như thế nó đồng bộ với xích vĩ của Mặt Trời). Những loại lịch như thế được gọi là dương lịch chí tuyến.
Một năm lịch trung bình của loại lich như thế là xấp xỉ bằng một vài dạng của năm chí tuyến (thông thường hoặc là năm chí tuyến trung bình hoặc là năm xuân phân).
Các loại lịch sau là dương lịch chí tuyến:
- Lịch Gregory
- Lịch Julius
- Lịch Bahá'í
- Lịch Alexandria
- Lịch Iran (lịch Jalāli)
- Lịch Malayalam
- Lịch Tamil
- Dương lịch Thái

Các loại lịch kể trên đều có một năm thường bằng 365 ngày, và đôi khi được mở rộng bằng cách bổ sung thêm 1 ngày dư để tạo thành năm nhuận.

## Dương lịch thiên văn
Nếu như vị trí của Trái Đất được tính toán liên quan tới vị trí của các định tinh thì ngày tháng của nó chỉ ra chòm sao hoàng đạo mà Mặt Trời có thể được tìm thấy gần đó. Những loại lịch như thế được gọi là dương lịch thiên văn.
Một năm lịch trung bình của những loại lịch này xấp xỉ năm thiên văn.
Lịch Hindu và lịch Bengal là dương lịch thiên văn. Chúng thông thường dài 365 ngày, nhưng hiện nay đã lấy thêm ngày dư để tạo ra năm nhuận.

## Phi dương lịch
Các loại lịch có thể được gọi là phi dương lịch, như lịch Hồi giáo là một loại âm lịch thuần túy và các loại lịch được đồng bộ với chu kỳ giao hội của Sao Kim hoặc đồng bộ với các thời điểm mọc gần Mặt Trời của các ngôi sao.

## Âm dương lịch
Các loại âm dương lịch cũng có thể được coi là "dương lịch" ở một mức độ nhất định nào đó, mặc dù ngày tháng của chúng trên thực tế lại chỉ ra các pha của Mặt Trăng. Do một âm dương lịch điển hình có một năm bao gồm một số nguyên dương nhất định các tháng Mặt Trăng, nên ngày tháng của nó không chỉ ra được vị trí của Trái Đất trong chuyển động xung quanh Mặt Trời như ở trường hợp của dương lịch thuần túy. Lịch Trung Quốc là một loại âm dương lịch điển hình.